# Primula sandemaniana
Primula sandemaniana är en viveväxtart som beskrevs av William Wright Smith. Primula sandemaniana ingår i släktet vivor, och familjen viveväxter. Inga underarter finns listade i Catalogue of Life.